# شريحة رقيقة

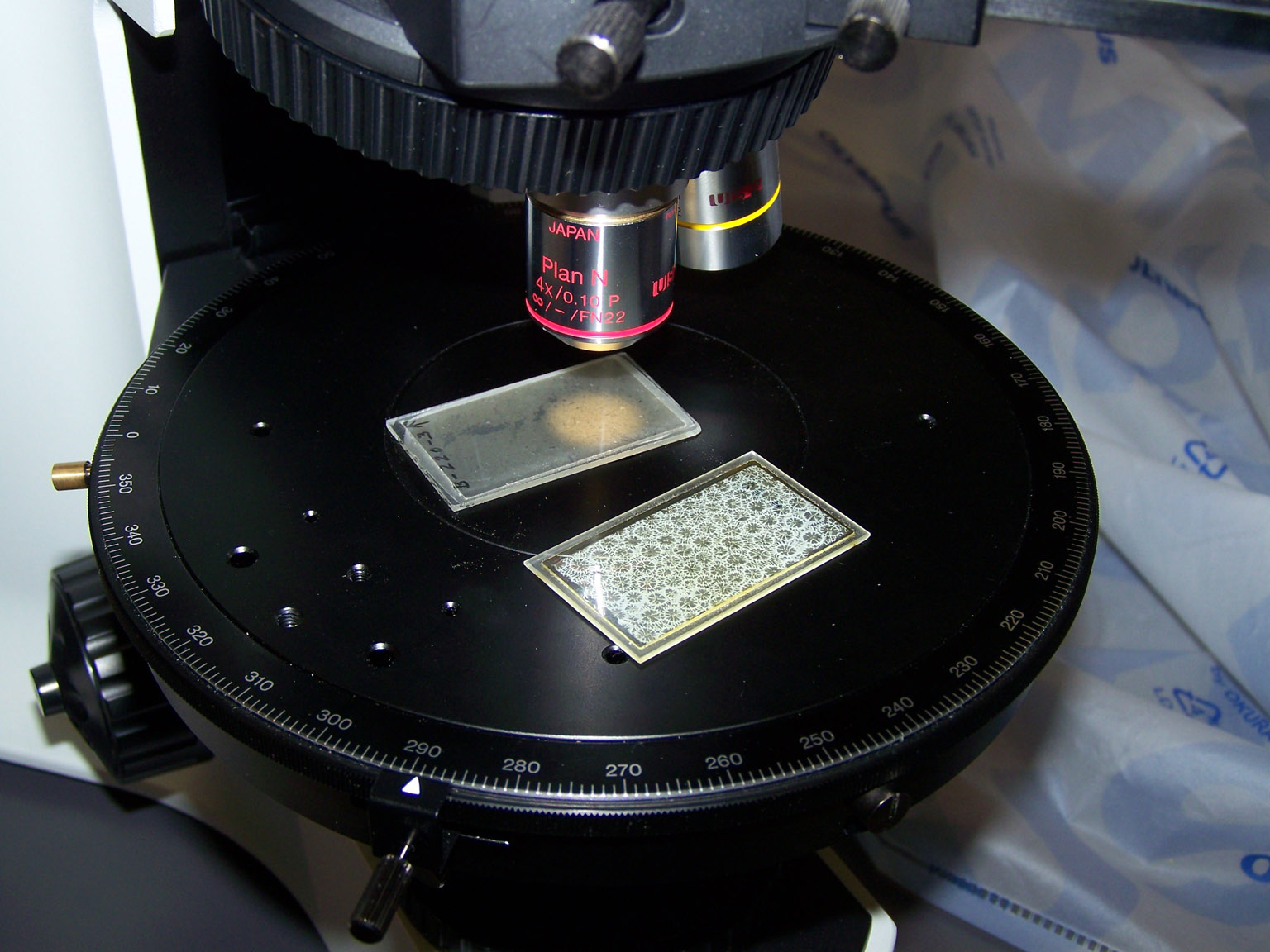
شريحة رقيقة تحت مجهر بتروغرافي.

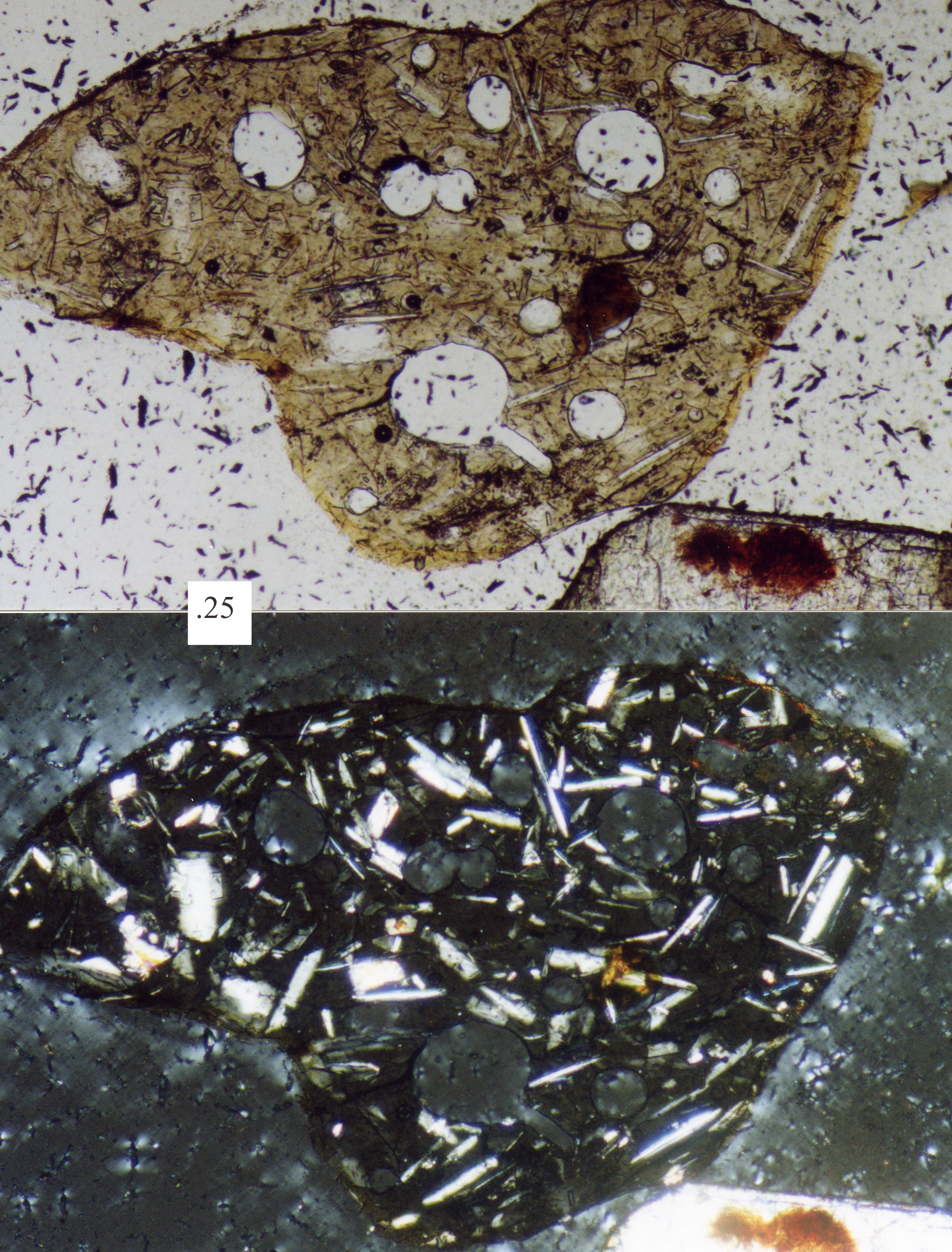
نموذج لشريحة رقيقة مأخوذة بمجهر بتروغرافي

الشرائح الرقيقة (بالإنجليزية: Thin Sections)‏، هي العينات التي يتم استخدامها في بصريات المعادن بواسطة المجهر البتروغرافي. وهي شريحة من الصخر أو المعدن سمكها حوالي 30 ميكرون ملصقة على شريحة يكروسكوبية. الشريحة القياسية للميكروسكوب البتروغرافي 27x46 ميكرون.

## التجهيز
تجهز الشرائح الرقيقة بمعرفة فنيين متخصصين في هذا العمل، وفي ورش خاصة، يطلق عليها ورش قطع الصخور والمعادن، وتكون عادة ملحقة بأقسام الجيولوجيا وشركات البترول ومؤسسات التعدين.

## الخطوات الأساسية في تحضير الشريحة
1. يتم اختبار العينة بقطعها إلى شريحة رفيعة مساحتها حوالي 6 سم مربع، وسمكها 0.3 ميكرون تقريبا بوساطة منشار خاص لقطع الصخور. وهذا المنشار يكون من قرص دوار مثبت في وضع رأسي أو أفقي، مصنوع من الحديد أو النحاس، قطره حوالي 30 سم وحافته مطلاه أو مصنوعة من مادة عالية الصلابة مثل الماس الصناعي أو الكربورندم، ويدور القرص بسرعة كبيرة بواسطة موتور.
2. بصقل أحد سطحي الشريحة بواسطة مساحيق تسمى مساحيق الصنفرة، مع قليل من الماء، مساحيق الصنفرة المستعملة هي الكربورندم والايمري، وتختلف في حجم حبيباتها من الخشن للناعم، وتبدأ عملية الصقل باستخدام النوع الخشن 120 ثم تندرج إلى النوع المتوسط 320 ثم النوع الناعم من الكربورندم وهو 400 و 600 ويجب التأكد عند هذه النقطة من أن الصقل عالي الجودة، وأن هذا السطح مسطح تماما.
3. تغسل شريحة الصخر بالماء وتجفف، ثم يلصق السطح المصنفر المصقول فيها على شريحة نظيفة من الزجاج بمادة صمغية تعرف باسم كندا بلسم أو بمادة ليك سايد.
4. يصنفر السطح الثاني المكشوف من شريحة الصخر أو المعدن بنفس الطريقة التي اتبعت في الخطوة الثانية. ويحسن ان تتم المرحلة المتأخرة من هذه العملية على لوح زجاجي ناعم، مع مراعاة أن يكون تآكل الشريحة منتظما في جميع أجزائها.
5. تغسل العينة جيدا بالماء ثم الكحول وتجفف، ويضاف إلى سطحها العلوي قليل من الكندا بلسم، ثم تغطى بغطاء زجاجي رقيق لا يزيد سمكه في العادة عن 0.17 ملليمتر، وتترك الشريحة لتبرد.[3]

## الاستخدام في بصريات المعادن

### المعادن الأيزوتروبية
ليس من الممكن تعيين معامل الانكسار في الشرائح الرقيقة بدقة، لكن في بعض الأحيان يمكن تقديره، وعدم توفر قيمة لمعامل الانكسار، فإن خواص وصفات أخرى للمعدن يجب أن نستخدمها في التعرف على المعدن، فبالإضافة إلى المميزات والصفات الأخرى للمعدن مثل (اللون والانشقاق والمكتنفات والبروز والتغير) فإنه أيضا من الممكن ان نحدد ونتعرف على شكل بلورة المعدن من الشريحة الرقيقة والشكل الذي نشاهده في الشريحة الرقيقة هو شكل ناتج عن شريحة عشوائية خلال البلورة، حيث يمكن أن تعطي الشرائح المختلفة اشكالا مختلفة. فمثلا شرائح خلال بلورات مكعبة عادة تبين شكلا له 3 أو 4 جوانب، وعادة تبين الشرائح في بلورات ثماني الأوجه أشكالا لها 4 أو 6 جوانب وهكذا.

### المعادن غير الأيزوتروبية
الكوارتز معدن منتشر وسهل التعرف عليه ومتوفر في العديد من الصخور، لذلك فهو شائع الاستخدام لتعيين سمك الشريحة الرقيقة، في الشريحة الرقيقة تكون ألوان التداخل لحبيبات الكوارتز المختلفة تتراوح بين الأسود إلى الحد الأقصى للون، لأن قرنية الانكسار الثنائي تتغير من صفر إلى أقصى قيمة وهي 0.009 اعتمادا على كيفية توجيه الحبيبة. ويعتبر أعلى لون تداخل هو المطلوب (أي إنه اللون الأبعد إلى اليمين على لوحة الألوان) لأن حبيبة المعدن المبينة لذلك تكون موجهة لتطي أعلى قوة انكسار ثنائي وهو 0.009.